# Mucuna
Genre
Synonymes
Selon GBIF (17 juin 2022) :
- Cacuvallum Medik.
- Carpogon
- Carpopogon Roxb. ex Spreng.
- Citta Lour.
- Hornera Neck. ex A.Juss.
- Labradia Swediaur
- Macranthus Lour.
- Macroceratides Raddi
- Marcanthus Lour.
- Negretia Ruiz & Pav.
- Pillera Endl.
- Stizolobium P.Browne
- Zoophthalmum P.Browne

Mucuna est un genre de plantes à fleurs dicotylédones de la famille des Fabaceae, sous-famille des Faboideae, à répartition pantropicale, qui comprend environ 80 espèces acceptées, et dont l'espèce type est Mucuna urens (Dolichos urens L.).
Ce sont des lianes ou plantes grimpantes, ligneuses ou herbacées, aux feuilles trifoliées et aux fleurs papilionacées. Certaines espèces sont cultivées comme plantes alimentaires ou ornementales.

## Sélection d'espèces
- Mucuna pallida Cordem.
- Mucuna poggei Taub.
- Mucuna pruriens (L.) DC.
- Mucuna sloanei Fawc. & Rendle
- Mucuna urens Linnaeus, 1759

## Liste d'espèces
Selon GBIF (17 juin 2022) :
- Macranthus guadalupensis Spreng., 1826
- Mucuna acuminata Grah. ex Prain, 1897
- Mucuna acuminata Graham ex Baker
- Mucuna aimun Wiriad.
- Mucuna analuciana T.M.Moura, Mansano & A.M.G.Azevedo
- Mucuna anguinea Sweet
- Mucuna angustifolia Adema
- Mucuna argentea T.M.Moura, G.P.Lewis & A.M.G.Azevedo
- Mucuna argyrophylla Standl.
- Mucuna atropurpurea (Roxb.) DC. ex Wight
- Mucuna atropurpurea DC., 1825
- Mucuna aurea C.B.Rob.
- Mucuna balfouriana A.Murray bis
- Mucuna bennettii F.Muell.
- Mucuna biplicata Teijsm. & Binn. ex Kurz
- Mucuna birdwoodiana Tutcher
- Mucuna bodinieri H.Lév.
- Mucuna brachycarpa Rech.
- Mucuna bracteata DC.
- Mucuna bracteata DC. ex Kurz
- Mucuna cajamarca T.M.Moura, G.P.Lewis & A.M.G.Azevedo
- Mucuna calophylla W.W.Sm.
- Mucuna canaliculata Verdc.
- Mucuna capitata Sweet, 1826
- Mucuna championiae Benth.
- Mucuna championii Benth.
- Mucuna chiapaneca M.Sousa & T.M.Moura
- Mucuna coriacea Baker
  - Mucuna coriacea subsp. coriacea 
  - Mucuna coriacea subsp. irritans (Burtt Davy) Verdc.
- Mucuna cuatrecasasii Hern.Cam. & C.Barbosa ex L.K.Ruíz
- Mucuna curranii Elmer
- Mucuna cyclocarpa F.P.Metcalf
- Mucuna deeringiana Small, 1913
- Mucuna diabolica Backer
  - Mucuna diabolica subsp. diabolica 
  - Mucuna diabolica subsp. kenneallyi Verdc.
- Mucuna diabolica K.Heyne
- Mucuna diabolica Keuch.
- Mucuna dichroa Hoffmanns.
- Mucuna diplax Wilmot-Dear
- Mucuna discolor Merr. & L.M.Perry
- Mucuna ecuatoriana T.M.Moura, G.P.Lewis, Mansano & A.M.G.Azevedo
- Mucuna elliptica DC.
- Mucuna elmeri Merr.
- Mucuna eriocarpa Barb.Rodr.
- Mucuna eurylamellata Adema
- Mucuna ferox Verdc.
- Mucuna flagellipes Vogel ex Hook.f.
- Mucuna gigantea (Willd.) DC.
  - Mucuna gigantea subsp. gigantea 
  - Mucuna gigantea subsp. tashiroi (Hayata) H.Ohashi & Tateishi
  - Mucuna gigantea subsp. tashiroi (Willd.) DC.
- Mucuna glabra (Reinecke) Wilmot-Dear
- Mucuna glabrialata (Hauman) Verdc.
- Mucuna globulifera T.M.Moura, N.Zamora & A.M.G.Azevedo
- Mucuna gracilipes Craib
- Mucuna guangxiensis K.W.Jiang & Y.Feng Huang
- Mucuna hainanensis Hayata
  - Mucuna hainanensis subsp. hainanensis 
  - Mucuna hainanensis subsp. multilamellata Wilmot-Dear
- Mucuna havilandii Wiriad.
- Mucuna hirtipetala Wilmot-Dear & R.Sha
- Mucuna holtonii (Kuntze) Moldenke
- Mucuna hooglandii Verdc.
- Mucuna humblotii Drake
- Mucuna imbricata (Roxb. ex Lindl.) DC. ex Baker
- Mucuna imbricata Merr.
- Mucuna incurvata Wilmot-Dear & R.Sha
- Mucuna interrupta Gagnep.
- Mucuna japira A.M.G.Azevedo, K.Agostini & Sazima
- Mucuna jarocha T.M.Moura, Mansano, Gereau & A.M.G.Azevedo
- Mucuna kabaenensis Adema
- Mucuna kawakabuti Wiriad.
- Mucuna keyensis Burck
- Mucuna killipiana Hern.Cam. & C.Barbosa
- Mucuna klitgaardiae T.M.Moura, G.P.Lewis & A.M.G.Azevedo
- Mucuna kostermansii Wiriad.
- Mucuna lamellata Wilmot-Dear
- Mucuna lamii Verdc.
- Mucuna laticifera Ingalh., N.V.Page & S.S.Gaikwad
- Mucuna lindro Piper
- Mucuna longipedunculata Merr.
- Mucuna macrobotrys Hance
- Mucuna macrocarpa Wall.
- Mucuna macrophylla Miq.
- Mucuna macropoda Baker f.
- Mucuna manongarivensis Du Puy & Labat
- Mucuna melanocarpa Hochst. ex A.Rich.
- Mucuna membranacea Hayata
- Mucuna mindorensis Merr.
- Mucuna miogigantea Prasad & Pandey, 2008
- Mucuna mitis (Ruiz & Pav.) DC.
- Mucuna mollis (Kunth) DC.
- Mucuna mollissima Teijsm. & Binn. ex Kurz
- Mucuna mollissima Teijsm. & Binn., 1866
- Mucuna monosperma Roxb. ex Wight
- Mucuna monosperma Wall.
- Mucuna monticola N.Zamora, T.M.Moura & A.M.G.Azevedo
- Mucuna mooneyi T.M.Moura, Gereau & G.P.Lewis
- Mucuna mutisiana (Kunth) DC.
- Mucuna myriaptera R.Vig.
- Mucuna neocaledonica Baker f.
- Mucuna nivea DC. ex G.Don, 1832
- Mucuna novoguineensis Scheff.
- Mucuna occidentalis (Hepper) T.M.Moura & G.P.Lewis
- Mucuna oligoplax Niyomdham & Wilmot-Dear
- Mucuna pachycarpa Parreno ex Wilmot-Dear
- Mucuna pachycarpa Wiriad.
- Mucuna pacifica Hosok.
- Mucuna pallida Cordem.
- Mucuna paniculata Baker
- Mucuna papuana Adema
- Mucuna parvifolia Burck
- Mucuna persericea (Wilmot-Dear) T.M.Moura & A.M.G.Azevedo
- Mucuna pesa De Wild.
  - Mucuna pesa var. glabrescens Hauman
  - Mucuna pesa var. pesa
- Mucuna pesa DeWild.
- Mucuna platyphylla A.Gray
- Mucuna platyplekta Quisumb. & Merr.
- Mucuna poggei Taub.
- Mucuna pruriens (L.) DC.
  - Mucuna pruriens subsp. pruriens 
  - Mucuna pruriens subsp. utilis (L.) DC.
  - Mucuna pruriens var. hirsuta (Wight & Arn.) Wilmot-Dear
  - Mucuna pruriens var. pruriens (L.) DC.
  - Mucuna pruriens var. utilis (Wall. ex Wight) Baker ex Burck
  - Mucuna pruriens var. utilis (Wall. ex Wight) L.H.Bailey
  - Mucuna pruriens var. utilis Wight
- Mucuna pruriens Linnaeus, 1754
- Mucuna pseudoelliptica T.M.Moura, G.P.Lewis & A.M.G.Azevedo
- Mucuna purpurea DC. ex Pammel
- Mucuna reptans Verdc.
- Mucuna reticulata Burck
- Mucuna revoluta Wilmot-Dear
- Mucuna rostrata Benth.
- Mucuna sakapipei Wiriad.
- Mucuna samarensis Merr.
- Mucuna sanjappae Aitawade & S.R.Yadav
- Mucuna schlechteri Harms
- Mucuna sempervirens Hemsl.
- Mucuna sericophylla Perkins
- Mucuna sloanea Fawc. & Rendle
- Mucuna sloanei Fawc. & Rendle
- Mucuna stanleyi C.T.White
- Mucuna stans Welw. ex Baker
- Mucuna stenoplax Wilmot-Dear
- Mucuna subumbellata Wilmot-Dear
- Mucuna sumbawaensis Wiriad.
- Mucuna taborensis Schweinf. ex Piper
- Mucuna tapantiana N.Zamora & T.M.Moura
- Mucuna thailandica Niyomdham & Wilmot-Dear
- Mucuna tomentosa K.Schum.
- Mucuna toppingii Merr.
- Mucuna urens (L.) Medik.
- Mucuna urens Linnaeus, 1759
- Mucuna venenosa A.Murray bis
- Mucuna verdcourtii Wiriad.
- Mucuna warburgii K.Schum. & Lauterb.
- Mucuna yadaviana S.S.Gaikwad, Lawand & Gurav
- Negretia mansa Blanco
- Negretia pruriens Blanco, 1845
- Negretia pruriens Náves ex Fern.-Vill., 1880
- Stizolobium junghuhnian Kuntze
- Stizolobium maculatum
- Stizolobium officinale

Selon The Plant List (15 décembre 2018) :
- Mucuna acuminata Baker
- Mucuna amblyodon Harms
- Mucuna argyrophylla Standl.
- Mucuna atropurpurea (Roxb.) Wight & Arn.
- Mucuna aurea C.B.Rob.
- Mucuna bennettii F.Muell.
- Mucuna biplicata Kurz
- Mucuna birdwoodiana Tutcher
- Mucuna bracteata DC.
- Mucuna calophylla W.W.Sm.
- Mucuna canaliculata Verdc.
- Mucuna championii Benth.
- Mucuna coriacea Baker
- Mucuna curranii Elmer
- Mucuna cyclocarpa F.P.Metcalf
- Mucuna diabolica Keuchenius
- Mucuna diplax Wilmot-Dear
- Mucuna discolor Merr. & L.M.Perry
- Mucuna elliptica (Ruiz & Pav.) DC.
- Mucuna fawcettii Urb.
- Mucuna ferox Verdc.
- Mucuna flagellipes Hook.f.
- Mucuna gigantea (Willd.) DC.
- Mucuna glabrialata (Hauman) Verdc.
- Mucuna gracilipes Craib
- Mucuna hainanensis Hayata
- Mucuna holtonii (Kuntze) Moldenke
- Mucuna hooglandii Verdc.
- Mucuna huberi Ducke
- Mucuna humblotii Drake
- Mucuna imbricata Baker
- Mucuna interrupta Gagnep.
- Mucuna killipiana Hern.Cam. & C.Barbosa
- Mucuna lamellata Wilmot-Dear
- Mucuna lamii Verdc.
- Mucuna lane-poolei Summerh.
- Mucuna longipedunculata Merr.
- Mucuna macmillanii Elmer
- Mucuna macrobotrys Hance
- Mucuna macrocarpa Wall.
- Mucuna macroceratides (Raddi) DC.
- Mucuna macrophylla Miq.
- Mucuna macropoda Baker f.
- Mucuna manongarivensis Du Puy & Labat
- Mucuna mapirensis (Rusby) J.F.Macbr.
- Mucuna melanocarpa A.Rich.
- Mucuna membranacea Hayata
- Mucuna mindorensis Merr.
- Mucuna mitis (Ruiz & Pav.) DC.
- Mucuna mollis (Kunth) DC.
- Mucuna mollissima Kurz
- Mucuna monosperma Wight
- Mucuna mutisiana (Kunth) DC.
- Mucuna nigricans (Lour.) Steud.
- Mucuna novo-guineensis Scheff.
- Mucuna oligoplax Wilmot-Dear
- Mucuna pachycarpa Wiriad.
- Mucuna pacifica Hosok.
- Mucuna pallida Cordem.
- Mucuna paniculata Baker
- Mucuna platyphylla A.Gray
- Mucuna platyplekta Quisumb. & Merr.
- Mucuna pluricostata Barb.Rodr.
- Mucuna poggei Taub.
- Mucuna pruriens (L.) DC.
- Mucuna psittacina Miers
- Mucuna reptans Verdc.
- Mucuna reticulata Burck
- Mucuna revoluta Wilmot-Dear
- Mucuna rostrata Benth.
- Mucuna samarensis Merr.
- Mucuna schlechteri Harms
- Mucuna sempervirens Hemsl.
- Mucuna sloanei Fawc. & Rendle
- Mucuna stanleyi C.T.White
- Mucuna stans Baker
- Mucuna stenoplax Wilmot-Dear
- Mucuna terrens H.Lev.
- Mucuna thailandica Niyomdham & Wilmot-Dear
- Mucuna tomentosa K.Schum.
- Mucuna urens (L.) Medik.
- Mucuna warburgii K.Schum. & Lauterb.